# Бокхорн (Верхняя Бавария)
Бокхорн (нем. Bockhorn) — община в Германии, в земле Бавария.
Подчиняется административному округу Верхняя Бавария. Входит в состав района Эрдинг. Население составляет 3542 человека (на 31 декабря 2010 года). Занимает площадь 47,15 км².

## Города-побратимы
- Маньяк-сюр-Тувр (Франция, с 2008)